# Бильфельд, Хайнц
Хайнц Бильфельд (нем. Heinz Bielfeld; 30 августа 1916, Тяньцзинь, Китай — 11 июля 1944, Бискайский залив) — немецкий офицер-подводник, капитан-лейтенант кригсмарине. Кавалер немецкого креста в золоте.

## Биография
В апреле 1934 года вступил в ВМФ Германии. С ноября 1938 по апрель 1940 года служил в училище авиационного вооружения. С мая по сентябрь 1940 года — в 506 прибрежной авиационной группе. С октября 1940 по февраль 1941 года прошёл подготовку подводника, в том числе как вахтенный офицер на подводной лодке U-97. С февраля по август 1941 года — вахтенный офицер на учебной лодке U-151.
В августе-октябре 1941 года прошёл курс подготовки командира подводной лодки и изучил конструкцию новой U-703. Он взял её на отработку, в течение которой лодка проходила испытания и подготовку экипажа в Балтийском море и вокруг удерживаемых немцами берегов, а затем в апреле 1942 года был отправлен в норвежский Нарвик для первого военного патрулирования.
С 16 октября 1941 по 5 июля 1943 года — командир подводной лодки U-703 Кригсмарине нацистской Германии, на котором совершил 7 походов (105 дней в море). Действовал против союзного судоходства в Северном Ледовитом океане. Подлодка вошла в состав учебной 4-й флотилии.
В июле 1943 года был направлен на изучение новой подлодки U-1222, а 1 сентября был назначен её командиром.
В походах 1943 года лодка не достигла успехов.
Потоплена 11 июля 1944 года в Бискайском заливе к западу от Ла-Рошели, в районе с координатами 46°31′ с. ш. 05°29′ з. д. глубинными бомбами с британского самолёта типа «Short Sunderland». Все 56 членов экипажа погибли.
Всего за время боевых действий потопил 4 вражеских корабля общим водоизмещением 20 185 брт.
| Названте         | Тип              | Принадлежность | Дата             | Тоннаж (БРТ) | Груз                                                           | Экипаж | Погибли | Место                     |
| Syros            | торговый пароход | США            | 26 марта 1942    | 6 191        | 6 191 т генеральных военных грузов включая амуницию            | 40     | 12      | 72°35′ с. ш. 05°30′ в. д. |
| Empire Byron     | торговый пароход | Великобритания | 5 июля 1942      | 6 645        | 2 455 т военных грузов, 6 грузовиков, 30 танков и 15 самолётов | 72     | 10      | 76°18′ с. ш. 33°30′ в. д. |
| River Afton      | торговый пароход | Великобритания | 5 июля 1942      | 5 479        | 2 314 т военных грузов, 36 танков, 12 грузовиков, 7 самолётов  | 56     | 23      | 75°57′ с. ш. 43°00′ в. д. |
| HMS Somali (F33) | эсминец          | Великобритания | 20 сентября 1942 | 1 870        |                                                                | ?      | 82      | 74°40′ с. ш. 02°00′ з. д. |